# Kufstein Unlimited
Kufstein Unlimited ist das größte Pop & Rock Festival Westösterreichs. Das Festival wurde 2011 von der Volksbank Kufstein erstmals mittels einer Gesellschaft veranstaltet. 2016 übernahmen der Tourismusverband Kufsteinerland sowie die Stadt Kufstein, welche gemeinsam an die 130.000 Euro investierten. Der Rest wird über Sponsoren und Standmieten aufgebracht. Veranstaltet wird das Festival über die Standortmarketing Kufstein GmbH.
Es spielen über 50 Bands von 2011 bis 2019 an drei Tagen, seit 2022 an zwei Tagen in der Kufsteiner Innenstadt und das Festival zieht jährlich tausende Besucher an. Bereits im Jahr 2011 verzeichnete die Stadt Kufstein 15.000 Besucher, im Jahr 2017 waren es bereits 30.000.
Seit 2018 ist auch der Hauptact am Freitag- bzw. Samstagabend, wie auch alle anderen Konzerte kostenlos. 
2020 und 2021 musste das Festival im Zuge der COVID-19-Pandemie abgesagt werden. 
| Die Hauptacts und Support Acts seit 2011 |            |                     |            |                    |                   |                    |             |       |             |             |                      |           |           |
| 2011                                     | 2012       | 2013                | 2014       | 2015               | 2016              | 2017               | 2018        | 2019  | 2020        | 2021        | 2022                 | 2023      | 2024      |
| Ich + Ich                                | Aura Dione | Spencer Davis Group | Nena       | Mark Forster       | Fritz Kalkbrenner | Lena Meyer-Landrut | Lions Head  | Josh. | ausgefallen | ausgefallen | Thorsteinn Einarsson | Ina Regen | Lemo      |
| Juli                                     |            | The BossHoss        | Luca Hänni | Queen Revival Band |                   | Flowrag            | Krautschädl |       | ausgefallen | ausgefallen |                      |           | Pia Maria |
|                                          |            |                     |            |                    |                   | Lemo               | AVEC        |       | ausgefallen | ausgefallen |                      |           | Cari Cari |
|                                          |            |                     |            |                    |                   |                    | DAWA        |       | ausgefallen | ausgefallen |                      |           | Yasmo     |